# Ptilodexia simulans
Ptilodexia simulans là một loài ruồi trong họ Tachinidae.